# ティネ・ウルナウト
ティネ・ウルナウト（Tine Urnaut、1988年9月3日 - ）は、スロベニアの男子バレーボール選手である。

## 来歴
2015年、スロベニア代表として欧州リーグに出場しチームは優勝を果たす。同年の欧州選手権でもチームの準優勝に貢献し自身はベストアウトサイドスパイカー賞を受賞した。2019年、2021年も欧州選手権の準優勝に貢献した。
クラブチームでは、イタリアなどでプレーし、2015/16シーズン、CEVチャンピオンズリーグにてイタリアのトレンティーノ・バレーの準優勝に貢献し、自身はベストアウトサイドスパイカー賞を受賞した。2020/21シーズンには、石川祐希が所属するパワーバレー・ミラノでプレーした。
2022年6月1日、ジェイテクトSTINGSへの入団が発表された。
ジェイテクトには2シーズン在籍し、2024年3月に退団が発表された。
2024年5月、ウルフドッグス名古屋への入団が発表された。2025年5月に退団が発表された。

## 球歴
- スロベニア代表
  - 世界選手権 - 2018年
  - ネーションズリーグ - 2021年
    - チャレンジャーカップ - 2019年

  - ワールドリーグ - 2016年、2017年
  - 欧州選手権 - 2009年、2011年、2013年、2015年、2017年、2019年、2021年
  - 欧州リーグ - 2007年、2011年、2014年、2015年
- スロベニアU-21代表
  - ジュニア世界選手権 - 2007年

## 受賞歴
- 2015年 - 欧州選手権 ベストアウトサイドスパイカー賞
- 2016年 - 2015-16 CEVチャンピオンズリーグ ベストアウトサイドスパイカー賞

## 所属チーム
- ACHバレー (sl) （2006-2008年）
- オリンピアコスCFP（2008-2009年）
- パッラヴォーロ・ピアチェンツァ（2009-2010年）
- ザクサ・ケンジェジン・コジレ (pl) （2010-2011年）
- ウンブリア・バレー（2011-2012年）
- ヴィボ・ヴァレンツィア (it) （2012-2013年）
- アルカス・スポル (tr) （2013-2014年）
- トップバレー・ラティーナ（2014-2015年）
- トレンティーノ・バレー（2015-2017年）
  -  アル・ライヤーンSC (en) （2016年）
- モデナ・バレー（2017-2019年）
  -  アル・アハリ・ドーハ（2018年）
- 上海金色年華 (zh) （2019-2020年）
- パワーバレー・ミラノ（2020-2021年）
- ゼニト・サンクトペテルブルク (en) （2021-2022年）
- ジェイテクトSTINGS（2022-2024年）
- ウルフドッグス名古屋（2024-2025年）